# II. třída okresu Hradec Králové 2010/2011
V utkáních II. třídy okresu Hradec Králové 2010/2011, jedné ze skupin 8. nejvyšší fotbalové soutěže v Česku, se utkalo 14 týmů dvoukolovým systémem podzim – jaro. Tento ročník začal v srpnu 2010 a skončil v červnu 2011.
Postup do I. B třídy Královéhradeckého kraje 2011/2012 si zajistil vítězný tým FK Vysoká nad Labem. Sestoupil poslední tým TJ Sokol Velichovky.

## Konečná tabulka II. třídy okresu Hradec Králové 2010/2011
| Poř. | Tým                            | Z  | V  | R | P  | VG  | OG | B  |
| ---- | ------------------------------ | -- | -- | - | -- | --- | -- | -- |
| 1.   | FK Vysoká nad Labem (N)        | 26 | 24 | 2 | 0  | 129 | 19 | 74 |
| 2.   | FC Spartak Kobylice            | 26 | 18 | 6 | 2  | 86  | 35 | 60 |
| 3.   | SK Smiřice                     | 26 | 14 | 2 | 10 | 56  | 49 | 44 |
| 4.   | TJ Sokol Stěžery               | 26 | 13 | 3 | 10 | 48  | 48 | 42 |
| 5.   | TJ Sokol Nepolisy              | 26 | 12 | 5 | 9  | 50  | 41 | 41 |
| 6.   | TJ Sokol Třebeš                | 26 | 11 | 4 | 11 | 56  | 52 | 37 |
| 7.   | TJ Spartak Kosičky             | 26 | 10 | 6 | 10 | 42  | 50 | 36 |
| 8.   | TJ Jiskra Prasek               | 26 | 10 | 3 | 13 | 47  | 49 | 33 |
| 9.   | SK Bystřian Kunčice „B“        | 26 | 10 | 2 | 14 | 60  | 82 | 32 |
| 10.  | FC Nový Hradec Králové „B“ (N) | 26 | 8  | 5 | 13 | 31  | 49 | 29 |
| 11.  | FK Chlumec nad Cidlinou „B“    | 26 | 9  | 2 | 15 | 46  | 61 | 29 |
| 12.  | TJ Sokol Červeněves            | 26 | 6  | 5 | 15 | 38  | 61 | 23 |
| 13.  | TJ Sokol Myštěves              | 26 | 4  | 8 | 14 | 31  | 72 | 20 |
| 14.  | TJ Sokol Velichovky            | 26 | 4  | 5 | 17 | 31  | 83 | 17 |

Poznámky:
- Z = Odehrané zápasy; V = Vítězství; R = Remízy; P = Prohry; VG = Vstřelené góly; OG = Obdržené góly; B = Body; (S) = Mužstvo sestoupivší z vyšší soutěže; (N) = Mužstvo postoupivší z nižší soutěže (nováček)

|  | Postup do I. B třídy Královéhradeckého kraje 2011/2012 |
|  | Sestup do III. třídy okresu Hradec Králové 2011/2012   |